# Franciscus de Mayronis
Franciscus de Mayronis (* um 1280 in Digne-les-Bains, Frankreich; † 1328 in Piacenza, Italien) war ein französischer Philosoph und Scholastiker. Er war ein bekannter Schüler von Johannes Duns Scotus, dessen Schule dem Scotismus er folgte. Durch seine Art zu diskutieren erwarb er sich an der Sorbonne einen hervorragenden Ruf, so dass er mehrere Ehrennamen wie „Doctor Illuminatus“, „Magister Acutus“, „Doctor Acutus“ bekam, und er wurde als der Meister dar Abstraktion bezeichnet.

## Leben
Geboren wurde er 1280 in  Digne-les-Bains in der  Provence und stammte wahrscheinlich aus einer Adelsfamilie, die mit dem Haus Anjou verbunden war. Er trat dem Orden der Franziskaner bei und studierte in Paris an der Sorbonne, in den Jahren 1304 bis 1307 bei Johannes Duns Scotus. In den Jahren 1320 und 1321 lehrte er dann an der Sorbonne zum Thema Sententiae des Petrus Lombardus. In diese Zeit fiel auch die berühmte Debatte von ihm, Pierre Auriol (ebenfalls Franziskaner) und Pierre Roger dem späteren Papst Clemens VI. Am 24. Mai 1323 wurde er vom Kanzler der Universität von Paris zum Theologiemeister ernannt, dies geschah auf Betreiben von Robert von Anjou und Papst Johannes XXII.
In seiner Zeit als Provinzialminister predigte, lehrte und diente er als Botschafter des Papstes in der Gascogne. Francis Meyronnes starb 1328 in Piacenza, er hinterließ eine umfangreiche Sammlung von Diskursen zu vielen Themen.

## Werke
Sein Hauptwerk war sein vierbändiger Kommentar zu den Sententiae Petrus Lombardus
- Sententiarum (1507–1567), 4 Bände
- De univocatione entis (1490)
- Conflatus (1476)[2]
- Conflatile (1579)
- Passus super Universalia (1479)
- Sermones de tempore cum Quadragesimali (1483)
- Sermones de Sanctis (1493)
- Tractatus de Conceptione B.M.V. (1665)
- Theologicae in St. Augustinum de Civitate Dei (1473)
- Veritates ex libris Der hl. Augustini de Trinitate (1520)

Eine zweisprachige Ausgabe, Lateinisch – Deutsch, des Werks „Conflatus. Kommentar zum ersten Buch der Sentenzen“ ist als Band 8 in der zweiten Serie der Herders Bibliothek der Philosophie des Mittelalters erschienen.

## Edition und Übersetzung
- Hannes Möhle, Roberto Hofmeister Pich: Franciscus de Mayronis, Conflatus, Kommentar zum ersten Buch der Sentenzen, Freiburg/Basel/Wien 2013